# かわいい魚屋さん
- かわいい魚屋さん
- 可愛い魚屋さん
- 可愛いい魚屋さん

「かわいい魚屋さん」（かわいいさかなやさん）は、日本の童謡である。作詞は加藤省吾、作曲は 山口保治。1937年（昭和12年）に作られ、翌年の1938年（昭和13年）にビクターから奈良原馥の歌唱でレコード化された。
「可愛い魚屋さん」「可愛いい魚屋さん」という表記も見られる。

## 楽曲解説
天秤棒を担いだ魚屋に扮してごっこ遊びをしている男児の様子を「いきいきとリズミカルに」表現した作品である（歌詞では「ままごと遊び」と表現している）。また、ヨナ抜き音階を用いることにより、昔からある魚屋のイメージを効果的に表現している。曲のリズムについては、阿波踊りの三味線の伴奏からヒントを得たことを、後に山口の妻（出身が徳島）が証言している。
1938年に8インチ盤のレコードが発表された際には、歌詞は3番までであった。しかし、1940年（昭和15年）に10インチ盤を発売することになり、追加する必要が生じたため、4番を追加することになった。

## 完成への経緯
加藤がこの作品の詞を作ったのは1937年の6月であった。静岡県富士市に住んでいたことのある加藤は、漁師が田子浦海岸から魚を天秤棒で担いできた光景を目にしたことがあった。後に群馬県伊勢崎市の山道を自転車で走っていた時にその光景を思い出し、子供のままごとと結びつけて、詞を完成させた。
完成した詞は6月中に山口のもとへ送られ、14日に曲が完成した。同年の9月にはレコードが収録され、翌年の3月に発売された。加藤は主宰する同人誌『童謡と唱歌』の1937年12月号に、楽譜とともに詞を掲載した。
後に10インチ盤のレコードを収録する際に、加藤は時間がなかったことから、収録当日にスタジオで4番の詞を完成させた。

## 大衆への浸透
1947年〜1960年にコロムビアでは「小西悦代・井上喜美子」、「羽崎共子・大場博之」、「羽崎共子・小宮山幸子・根岸芳子」と3回吹き込まれ、その期間のコロムビアでのレコード売上は延べ50万枚近くに達している。
歌詞の内容とリズミカルな旋律のため、スーパーマーケットの魚売り場や魚屋の訪問販売自動車で流されていることも多い。
TV番組「みんなの童謡」では、NHK東京児童合唱団の歌唱によってテレビ放送されている。また1982年のイタリアの国際童謡コンクール「第25回ゼッキーノ・ドーロ」では、日本人の出場者がこの歌をイタリア語詞および日本語詞で歌った。イタリア語詞はジョルジオ・カラブレーゼ (it)による。

## 絵本
- コロムビアの童謡絵本 かわいいさかなやさん
  - 詩：加藤省吾、絵：岩本陽介、コロムビア出版社、1952年